# Troglosiro sheari
Troglosiro sheari – gatunek kosarza z podrzędu Cyphophthalmi i monotypowej rodziny Troglosironidae.

## Występowanie
Jak wszyscy przedstawiciele rodzaju jest endemitem Nowej Kaledonii. Znany z Ateou, na północny wschód od Kone.